# Lorenzo Selas Céspedes
Lorenzo Selas Céspedes (Ciudad Real, 12 de enero de 1938) es un político español.

## Alcalde de Ciudad Real
Fue el primer alcalde de la democracia en Ciudad Real. Ocupó el máximo cargo del consistorio municipal al ser elegido en las primeras elecciones democráticas de 1979. Abandonó el cargo en 1993, dejando al mando a su segundo, Nicolás Clavero. Tiene estudios industriales y ocupó cargo de gerente de cooperativa en una corporación ciudadrrealeña.

## Senador por Ciudad Real
A nivel nacional, fue senador electo por Ciudad Real entre la IV y la VI Legislatura de España.
- Datos: Q5979097